# شهرستان اتاوا (کانزاس)
شهرستان اتاوا، کانزاس (به انگلیسی: Ottawa County, Kansas) شهرستانی در ایالات متحده آمریکا است که در کانزاس واقع شده‌است.